# Реституційний едикт

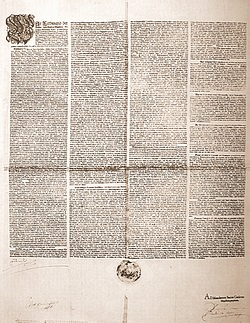
Оригінал Едикту

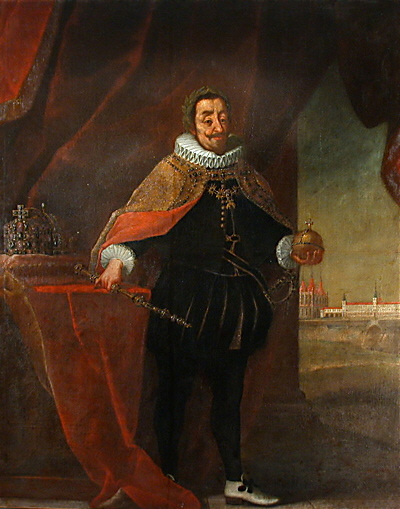
Портрет Фердинанда ІІ

Реституційний едикт (нім. Restitutionsedikt) або Едикт про реституцію — указ, виданий 6 березня 1629 року імператором Священної Римської імперії Фердинандом II Габсбургом.

## Причина
Був спробою відновити релігійні та територіальні дії Аугсбурзького миру 1555 року. Аугсбурзький мир, підписаний у 1555 року підтвердив результат Шпаєрського сейму (1526).
Згідно прокатолицької точки зору, включене до Аугсбурзького мирного договору застереження Reservatum ecclesiasticum забороняло надалі секуляризацію католицьких земель (після 1555 року католицькі землі не могли передаватися під владу протестантів). Проте через слабкість імператорської влади протягом десятиліть «Духовне Застереження» не діяло. Ця відсутність повноважень і відносна вартість землі призвели до секуляризації земель декількох князів.

## Значення
«Указ про реституцію» був спробою застосувати застереження «подіям», що вже трапилося після 1555 року. Під ударом опинилися вже секуляризовані архиєпископства Бремен і Магдебург, дванадцять єпархій та понад 100 релігійних будинків. Указ призвів до масштабної передачі влади і власності протестантів до католиків. У результаті тисячі протестантів втікали на території, контрольовані їхніми одновірцями.
Найбільшу дію едикт мав на північному сході Німеччини, саме там, де сили Фердинанда були слабкіші. Фердинанд призначав імперських адміністраторів до секуляризованих держав і міст шляхом відновлення імперської влади в області, яка була вільна від імперського уряду майже сто років. Дії Фердинанда не були добре сприйняті князями. Це був крок, який стривожив Францію.
Німецькі князі не могли нічого вдіяти. Вони побачили, що коаліція буде знищена. Альбрехт фон Валленштейн очолював велику армію з 134 000 чоловік, щоб затвердити імператорську владу.
За іронією долі, Валленштейн не був згоден з едиктом, оскільки той стосувався регіону, який він вважав своїм, але він послухався імператора. Він заявив, що «навчить пристойності курфюрстів. Вони повинні залежати від імператора, а не імператор від них». Відповіддю князів було згуртування навколо Максиміліана Баварського, щоб змусити Фердинанда відправити Валленштейна у відставку.
У них з'явився шанс у 1630 році, коли Фердинанд скликав нараду з виборцями в Регенсбурзі, тому що він хотів, щоб його син, теж Фердинанд, був обраний імператором Священної Римської імперії. За іронією долі, людині з такою силою доводилося покладатися, за законом, на голоси виборців для продовження своєї династії. Фердинанд також сподівався переконати виборців затвердити більш активну участь у Тридцятилітній війні.

## Наслідки
Курфюрст Саксонії і Бранденбурга Йоганн-Георг I та Георг Вільгельм (як протестанти) утрималися від участі на знак протесту проти едикту про реституцію. Присутні виборці зрозуміли, що вони отримали дуже мало, щоб отримати від своєї участі у війнах. Втім, Фердинанд Максиміліан також просив відставки Валленштейна.
Щоб завоювати довіру виборців, Фердинанд відправив Валленштейна у відставку в серпні 1630 року. Звільнення від самого грізного воєначальника в Європі було великою перемогою для виборців і Регенсбург розглядається як поразка Фердинанда.
Усе це привело до серйозних наслідків. У липні 1630 року Густав Адольф висадився в Померанії з військом кількістю 4 000 осіб. Ніхто не знав про їхні наміри, але без Валленштейна Фердинанду довелося ще раз вдатися до допомоги курфюрста Пфальца Максиміліана І Баварського і фельдмаршала Йоганна Тіллі.
У 1635 році едикт фактично було скасовано в результаті прийняття Празького миру. 22 богослови на чолі з кардиналом Дітріхштейном: більшість домініканців та капуцинів на чолі з доном Дієго Кірогою проголосували за скасування дії едикту. Меншість єзуїтів на чолі з о. Ламормайні проголосували проти. «Це не було б неприємно Богові», щоб Едикт був прийнятий з найкращими інтересами миру.